# Куза, Александру Константин
Александру Константин Куза (обычно Александру К. Куза или А. К. Куза, рум. Alexandru Constantin Cuza; 8 ноября 1857, Яссы — 4 ноября 1947, Бухарест) — румынский ультраправый политик и теоретик.

## Ранняя жизнь
Рожденный в Яссы, после средней школы Куза учился на юридическом факультете Парижского университета, Берлинского университета имени Гумбольдта и Брюссельского свободного университета. Он получил докторскую степень по политологии и экономике (1881), а также по юриспруденции (1882).
По возвращении в Румынию, Куза стал активен в социалистических кругах, образованных вокруг Константина Милле. Он участвовал в заседаниях литературного общества Junimea, помогая журналу Convorbiri Literare. В 1892 году он был избран в палату депутатов (где и работал до 1895).

## Известность
В 1945 г. арестован и лишён почётного академического титула. Допрашивал Кузу известный своей эффективностью и жестокостью оперативник Георге Крэчун. Умер Куза в тюрьме в Сибиу.